# Walumugu
Juan Francisco Bulnes, llamado Walumugu o Rey Garífuna, fue un militar hondureño de origen garífuna que luchó junto al general Francisco Morazán durante las guerras civiles de Centroamérica, siendo uno de los personajes garífunas más importantes de Centroamérica.

## Biografía

### Primeros años

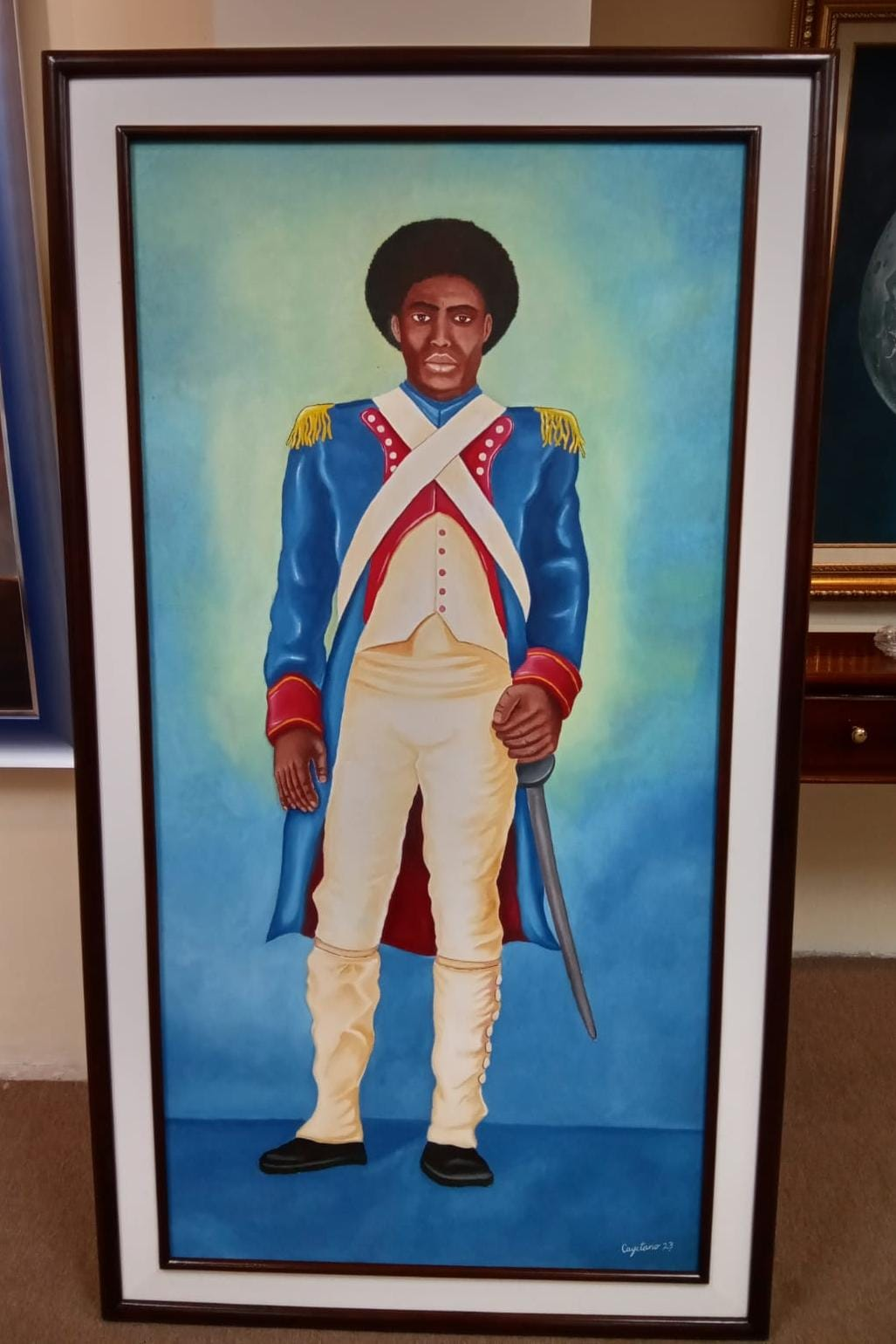

Se dice que nació el 12 de diciembre de 1808 en la comunidad garífuna de Río Negro en la villa de Trujillo, Colón. Al cumplir los dos años de edad sus padres lo llevaron a la Iglesia San Juan Bautista de Trujillo para que lo bautizaran. En esa fecha los sacerdotes españoles que dirigían la iglesia realizaban un bautizo masivo con pobladores de Santa Fe, San Antonio, Guadalupe e Iriona. Desde niño mostró ser una persona muy inquieta y era bastante curioso, en palabras de su familia era un niño muy atlético y energético. Al cumplir los 13 años formó parte de una tripulación de un parco inglés durante cinco años y fue apodado por ellos «John Bull».

### Carrera militar
En 1826, cuando tenía 18 años regresó a su pueblo convertido en un hombre con experiencia militar y de navegación y un buen dominio del idioma inglés. A comienzos de 1827, se interesó en el movimiento liberal y la ideología revolucionaria del general Francisco Morazán. Con la autorización de sus padres, salió de su comunidad e ingresó en las tropas militares del ejército hondureño. Formó parte del pelotón que luchó en la famosa batalla de La Trinidad, el 11 de noviembre de 1827 y en la batalla de la Hacienda El Gualcho en 1828, lo cual le hizo ganar cierta notoriedad como soldado. Después de esta batalla regresó a la comunidad garífuna del departamento de Gracias a Dios. Poco tiempo después se casó con una mujer llamada “Dúmula”, y tuvo tres hijos; dos varones llamados Divale y Aito, aunque se desconoce el nombre de su hija.
Este acompañó a Francisco Morazán durante su mandato como presidente de la República Federal de Centroamérica siendo elevado al rango de teniente y condecorado por el mismo general quien amistosamente lo apodó «Rey de los garífunas». Durante estos años su vida fue parcialmente tranquila, donde hasta tuvo un romance que con una joven de Livinston, Guatemala. Esto duraría hasta la caída de la federación y el inicio de nuevos conflictos que haría que entrase de nuevo en acción acompañando al general Morazán en varias campañas militares. El 8 de abril de 1840 viajó a Perú junto a otros militares centroamericanos para acompañar al general en su exilio tras que la federación se disolviera, esto duraría hasta su regreso a Centroamérica el año siguiente. Después de la muerte de Morazán en Costa Rica el teniente siguió ejerciendo su cargo como militar tras que Honduras se convirtiese en una república independiente.

### Muerte
Walumugu fue asesinado por un grupo garífuna de Tocamacho en represalia porque su guardaespaldas incendió unas chozas de la comunidad causándole la muerte a algunos ancianos y niños. Resulta que el guardaespaldas de Walumugu era un joven de origen misquito, y cometió un crimen contra la comunidad una noche durante la celebración de la feria patronal de Tocamacho, enfurecido porque los garífunas le solicitaron abandonar la fiesta al momento de realizar el ritual del dugu y chugu que se hace solamente en presencia de familiares y amistades cercanas.
En venganza, esa misma noche los garífunas mataron a golpes al joven misquito y al día siguiente a muy tempranas de la mañana salieron armados en busca de Walumugu creyendo que este había ordenado al joven realizar tal acto lo cual era falso. Este dio batalla arañado de su espada, sin embargo dijo «que nunca podrían matarlo con balas o machete» que solo moriría si lo golpeaban con ramas del árbol de madreado. Lamentablemente, ese método utilizaron para matarlo. Al encontrar a su padre muerto, su hijo mayor Divale persiguió a los asesinos, pero casi nadie lo apoyó y éstos huyeron hacia Nicaragua.
Fue enterrado con honores en 1878, usando su uniforme militar, espada, y medallas. 

### Homenaje
Actualmente una municipalidad del departamento de Gracias a Dios lleva su nombre Juan Francisco Bulnes.